# فریمانت (فیلم)
فریمانت (انگلیسی: Fremont) فیلم درام آمریکایی، به کارگردانی بابک جلالی و نویسندگی مشترک کارولینا کاوالی، محصول سال ۲۰۲۳ است. این فیلم نخستین بار در جشنواره فیلم ساندنس در بخش نوآورانه (NEXT) در ۲۰ ژانویه ۲۰۲۳ و در جشنواره فیلم جنوب از جنوب غربی ۲۰۲۳ به نمایش درآمد. این فیلم داستان زندگی یک دختر جوان اهل افغانستان را روایت می‌کند که که از دست طالبان فرار کرده و به آمریکا پناهنده شده است‌.
فریمانت در جشنواره ساندنس مورد استقبال و تحسین مخاطبان قرار گرفت. این فیلم جایزه بهترین کارگردانی در جشنواره کارلووی واری و جایزه ویژه داوران در جشنواره فیلم آمریکایی دوویل را به دست آورد.

## داستان
دنیا (آناهیتا ولی‌زاده) یک پناهجوی تنهای اهل افغانستان و مترجم سابق نیروی نظامی آمریکا، دهه بیستم زندگی خود را در فریمانت، کالیفرنیا سپری می‌کند. او در یک کارخانه کوچک شیرینی‌پزی چینی تولیدکننده نوعی شیرینی مخصوص «طالع‌بینی» کار می‌کند. دنیا ناامیدانه در جست و جوی عشق است، آنچنان که در میان شیرینی‌های فال، نام و مشخصات خود را می‌نویسد تا شاید از این طریق رابطه‌ای را تجربه کند. او همچنین به‌خاطر نگرانی برای وابستگان خود در کابل، از اضطراب و بی‌خوابی شدید رنج می‌برد و به همین دلیل به دیدار یک روانپزشک عجیب می‌رود که هر مشکلی را با وضعیت خودش مقایسه می‌کند.

## بازیگران
- آنیتا ولی‌زاده در نقش دنیا
- گرگ ترکینگتون در نقش دکتر آنتونی
- جرمی آلن وایت در نقش دنیل
- هیلدا اشملینگ در نقش جوانا
- آویس سیتو در نقش فن
- صدیق احمد در نقش سلیم
- تابان ابراز در نقش مینا
- تیمور نصرتی در نقش سلیمان
- ادی تانگ در نقش ریکی
- جنیفر مکای در نقش لین
- بوتس رایلی در نقش خودش
- آلینا هوبارد رایلی در نقش خودش